# Processó das Xás
Processó das Xás o Processó das Xans: processó semblant a la Santa Compaña però que es diferencia que no són fantasmes de morts els quals van en ella, sinó fantasmes de vius.
Marxen en dues fileres i duen un taüt. Com més prop del taüt van els membres, més imminent és la seua mort. Els quals van més lluny poden tardar fins a tres o quatre anys. El qual es troba amb aquesta processó, només la veu, però no la sent. La trobada es dona quasi sempre en els creus dels camins, on és costum detenir-se amb els difunts perquè els capellans tiren responsos.
Si el que la troba és un amic dels quals van en la processó, l'única cosa que li fan és dur-lo per l'aire a altra part; si és enemic, li donen una gran pallissa i ho arrosseguen per les esbarzers.
Són poques les persones que veuen la processó das Xás, perquè per a açò es necessita posseir una d'aquestes condicions: que el padrí de qui la veu resara malament el credo quan ho van batejar, o bé que el cura canviara els sants olis confonent els de l'extrema unció amb els del baptisme. Tal error es pot remeiar batejant-se de nou.